# Salih Altın
Salih Altın (* 17. Juli 1987 in Mülheim an der Ruhr) ist ein deutscher Fußballspieler. Seine bevorzugte Position ist das offensive Mittelfeld.

## Karriere
Altın spielte in der Jugend für Rot-Weiß Oberhausen, SG Wattenscheid 09 und den FC Schalke 04. Mit den Gelsenkirchenern konnte er am 4. Juni 2006 durch einen 2:1-Endspielsieg gegen den FC Bayern München die Deutsche Meisterschaft der A-Junioren erringen, zu seinen Mitspielern gehörten u. a. Ralf Fährmann, Benedikt Höwedes und Mesut Özil.
2006 wechselte er zum Wuppertaler SV Borussia. Nachdem er bis Dezember 2007 nur ein Spiel für den Wuppertaler SV absolviert hatte, wurde er für ein halbes Jahr an den VfB Lübeck ausgeliehen. Zur Saison 2008/09 kehrte er zum Wuppertaler SV zurück, wo er am 30. August 2008 seinen ersten Profieinsatz absolvierte, als er beim Spiel gegen den 1. FC Union Berlin eingewechselt wurde. Nachdem der Wuppertaler SV in der Saison 2009/10 den Klassenerhalt in der Dritten Liga nicht schaffte, verließ Altın den Verein. Nach dem Ende seines Vertrags in Wuppertal forcierte Altin zunächst einen Wechsel zum türkischen Erstligisten Eskişehirspor. Nachdem er bereits das Training in der Türkei aufgenommen hatte, platzte der Wechsel schließlich doch noch und Altin wurde vereinslos. Er hielt sich bei der Vereinigung der Vertragsfußballer sowie der zweiten Mannschaft von Fortuna Düsseldorf fit. Ab Januar 2011 spielte Salih Altin für den NRW-Ligisten VfB Speldorf, für den er in der NRW-Liga 2011/12 in 33 Spielen 18 Tore erzielte. Im Sommer 2012 wechselte Altin in die Regionalliga Nord zum VfB Lübeck. Nach einem halben Jahr wurde der Vertrag wieder aufgelöst, da der Verein Insolvenz angemeldet hatte.
Ab 2013 spielte Altin in der Landesliga Niederrhein für den FSV Duisburg, zum 1. Juli 2017 wechselte er zum Bezirksligisten SV Genc Osman Duisburg, mit dem er in die Landesliga aufstieg. 2020 schloss er sich dem Landesligisten SV Scherpenberg an, den er nach zwei Jahren in Richtung des Kreisligisten TuS Asterlagen verließ. Mit den Moerser Vorstädtern gelang ihm 2023 der Aufstieg in die Bezirksliga, 2023/2024 ist Altin Mannschaftskapitän und "spielender Co-Trainer".